# Moja ulica
Moja ulica – polsko-francuski film dokumentalny.
Dokument wyreżyserował Marcin Latałło, absolwent paryskiego Le Femis, autor produkcji takich jak Trzy uściski, czy emitowany w publicznej telewizji Nowy sen o Krzysztofie Warlikowskim. Twórcą muzyki jest Antoni Łazarkiewicz, który skomponował też utwory między innymi do W ciemności oraz Boiska bezdomnych.
Za produkcję filmu odpowiada firma Camera Obscura. Koproducentami są Agat Films & Cie oraz Arte France.

## Historia
Akcja kręci się wokół historii mieszkającej w Łodzi robotniczej rodziny Furmańczyków, związanej od lat z miejscową fabryką. Ich życie zmienia się po jej zamknięciu, co przez pięć lat dokumentuje reżyser filmu.

Latałło ilustruje historię Łodzi fragmentami dzieł fabularnych („Ziemia obiecana” Wajdy), dokumentalnych („Z miasta Łodzi” Kieślowskiego) i kronik filmowych. Tym, co łączy kolejne etapy historycznego rozwoju miasta, jest wpisana w postęp ambiwalencja: hurraoptymistycznym, monumentalnym projektom towarzyszyła zawsze szara codzienność przeciętnych zjadaczy chleba

## Nagrody i festiwale
- Sibiu Film Festival, Rumunia – Nagroda Europa 2007
- Traces de Vie, Clermont Ferrand, Francja – Nagroda Hors Frontières 2007
- IDFA Amsterdam, Hollandia – konkurs międzynarodowy 2008
- Krakow Film Festival, Polska – konkurs polski 2007
- Göteborg Film Festival, Szwecja – konkurs międzynarodowy 2009
- Planet Doc Review Warszawa, Polska – konkurs międzynarodowy Millenium 2009
- One World Film Festival Praga, Czechy – konkurs międzynarodowy 2009
- Człowiek w zagrożeniu, Łódź – konkurs międzynarodowy 2007
- Lubuskie Lato Filmowe 2007 – wyróżnienie